# Early Light International
Early Light International (Holdings) (旭日國際控股有限公司) — крупнейший в мире производитель игрушек, базирующийся в Гонконге. Принадлежит миллиардеру Фрэнсису Чою и его сыну Карсону Чою (кроме того, они владеют долями в корпорациях Regal Hotels International и Town Health International, а также сетью часовых магазинов).

## История
В 1972 году Фрэнсис Чой, занимавшийся продажей игрушек, открыл в Гонконге свою первую фабрику и вскоре завязал партнерские отношения с американским гигантом Mattel. В 1984 году он перенес производство в Китай и открыл фабрику в Шэньчжэне, в 1994 году основал холдинговую компанию Early Light International, в 2006 году открыл вторую фабрику в Шаогуань.

## Структура
Через дочернюю компанию Early Light Industrial является крупнейшим производителем игрушек в мире, а также занимает важное место на рынке потребительских товаров. Кроме собственных брендов, Early Light Industrial также производит игрушки по заказу американских корпораций Mattel и Hasbro. В 2008 году в Early Light International работало более 80 тыс. сотрудников, в том числе 50 тыс. на заводе в Шэньчжэне и 20 тыс. — на заводе в Шаогуань.